# St. Maria zur Höhe (Soest)

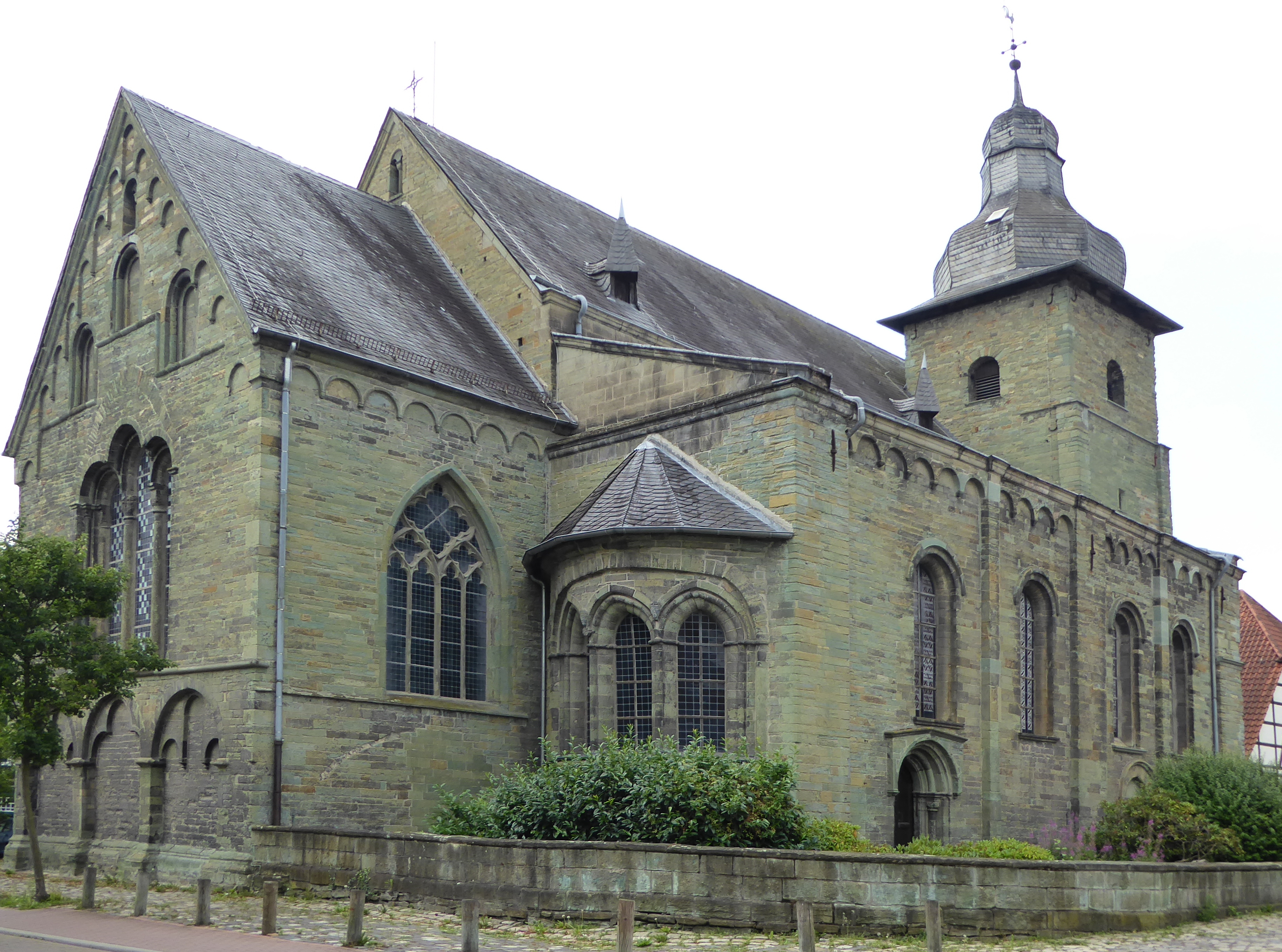
Pfarrkirche Maria zur Höhe von Nordosten

St. Maria zur Höhe, auch Hohnekirche, ist eine kunsthistorisch bedeutende Kirche in Soest (Nordrhein-Westfalen). Sie gilt als eine der ersten Hallenkirchen.
Die Kirche liegt etwas abseits im Norden der Altstadt von Soest. Sie wird auch Hohnekirche genannt, um sie von der Kirche St. Maria zur Wiese (Wiesenkirche) besser unterscheiden zu können. Sie ist als Bauwerk hinsichtlich ihrer baulichen Gliederung und Innenraumgestaltung besonders bemerkenswert und beherbergt daneben mehrere künstlerische Raritäten. Das Gebäude steht unter Denkmalschutz.
Die Evangelische Kirchengemeinde Maria zur Höhe gehört der Evangelischen Kirche von Westfalen an und hat etwa 1800 Mitglieder.

## Geschichte und Architektur

### Der Vorgängerbau
Die erste Hohnekirche – eine gewölbte romanische Kleinbasilika – bestand spätestens zum Zeitpunkt der Soester Pfarreinteilung durch den Kölner Erzbischof Philipp I. von Heinsberg im Jahre 1180. Von ihr hat sich im bestehenden Bau noch der Nordturm einer ursprünglichen Zweiturmanlage erhalten. Die Anschlüsse an den Kirchenbau zeigen, dass dieser mit Emporen versehen war. Diese Empore war ursprünglich von einem benachbarten Bauwerk aus zugänglich, was auf eine Nutzung als Herrschaftskirche schließen lässt.

### Die Hallenkirche

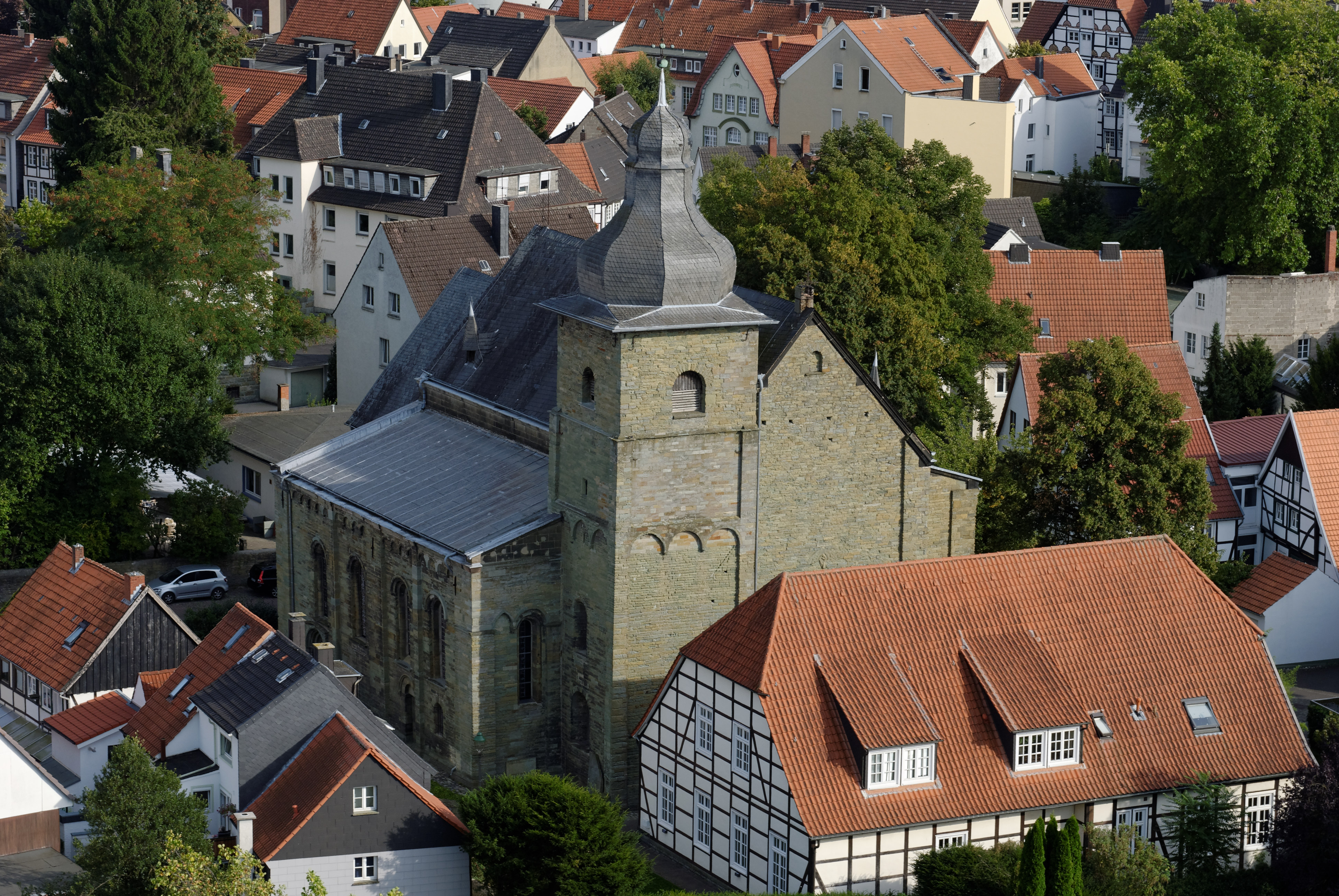
St. Maria zur Höhe vom Nordturm der Wiesenkirche fotografiert

Im zweiten Viertel des 13. Jahrhunderts wurde der Erstbau durch eine Hallenkirche ersetzt, die innerhalb der Entwicklung der westfälischen Hallenkirche eine experimentelle Frühstufe vertritt. Die Kirche wurde, wie alle mittelalterlichen Kirchen im Stadtgebiet, aus dem in Soest gebrochenen Grünsandstein gebaut. Die Kirche ist breiter als lang, circa 22 mal 16 Meter. Bei Errichtung des östlichen Hallenjochs war zunächst noch an den Bau einer „Halle im gebundenen System“ mit Zwischenpfeilern gedacht gewesen, und erst mit dem Bau der Westhälfte des Schiffs ging man zur reinen Hallenkirche mit kuppeligen Gewölben, sogenannten Domikalgewölben, über. Erst durch den Verzicht auf die Zwischenstützen wurde die Anbringung des südlichen Hauptportals in seiner jetzigen Form möglich. Im Osten schließt der Kirchenbau in einem rechteckigen Kastenchor mit repräsentativer Dreifenstergruppe.

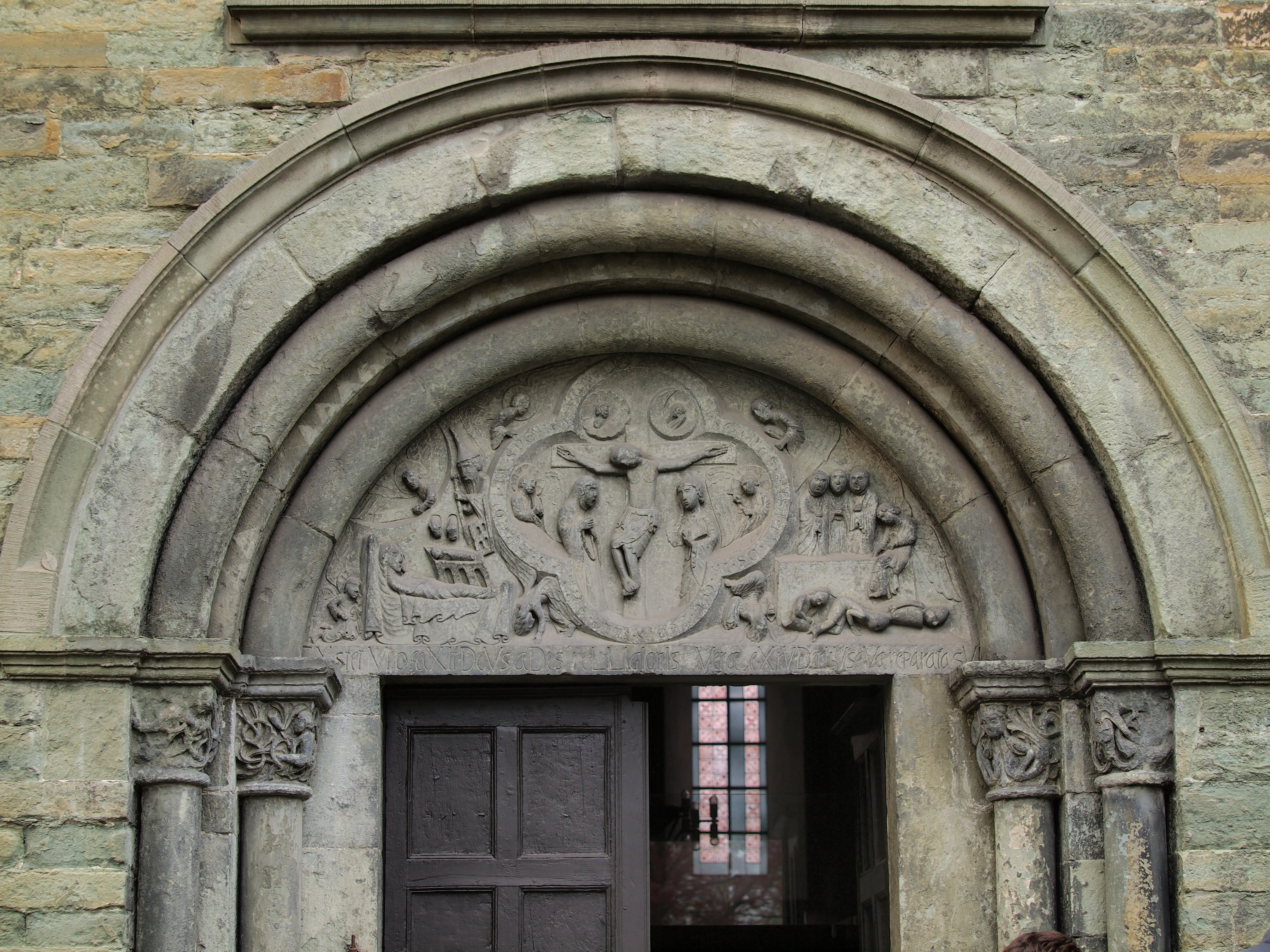
Tympanon im südwestlichen Hauptportal

Das Hauptportal-Tympanon aus dieser Zeit folgt noch ganz der romanischen Auffassung: Es zeigt über der Kreuzigung Sonne und Mond. Links findet die Geburt Christi statt, ein Engel kniet hinter Mariens Ruhelager. Das Kind liegt darüber auf einem symbolischen Altartisch mit drei Bögen. Den Abschluss der Geburtsszenerie bilden Ochs und Esel und stehend Joseph mit Judenhut, links daneben Gottvater in einem Halbkreis. Über der Kreuzigung trauern der Mond als Symbol für das Alte Testament und die Sonne für das Neue Testament. Rechts von der Kreuzigung stehen die drei Frauen am leeren Grabe am Ostermorgen hinter dem offenen Sarkophag. Die Umschrift des Vierpasses verweist auf das Zuversicht vermittelnde Erlösungswerk Christi. Das Chronogramm unterhalb des Tympanons zeigt die Jahreszahl 1671, in diesem Jahr stürzte der Turm ein und wurde neu aufgebaut. An der Südseite ist die Wandfläche reich und – für die Zeit in Westfalen ungewöhnlich – mit Bogenfriesen, Lisenen und Blenden verziert. Der Innenraum zeigt ein ganz anderes Bild. Hier ist durch eine sorgfältige Restaurierung 1880 die mittelalterliche Bemalung nach vorhandenen Resten nachempfunden worden. Der Innenraum ist breiter als lang und entspricht somit nicht den üblichen Abmessungen einer solchen Kirche. Die Entwürfe der von 1993 bis 1997 ausgeführten Fenster stammen von Jochem Poensgen aus Soest. Diese weitestgehend auf Farben verzichtenden Arbeiten sind in Grisaille-Technik gehalten. Die Muster lehnen sich an die Asymmetrie des Baukörpers und die Formen der Wandmalereien in der Nachbarschaft an.

### Taufkapelle

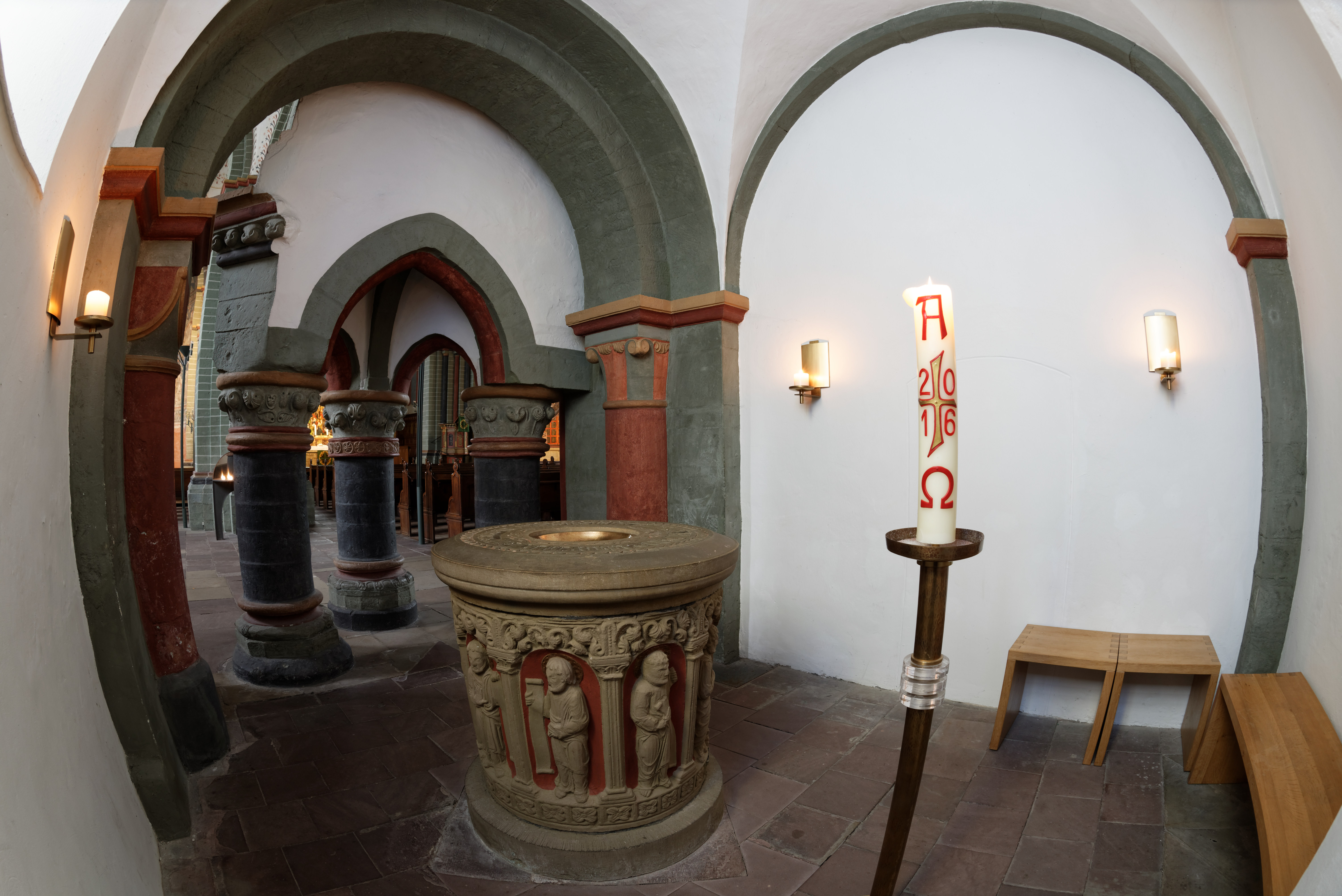
Fisheye-Aufnahme von der Taufkapelle

Die Taufkapelle befindet sich unter dem Turm. Sie war schon im Vorgängerbau vorhanden. Während der zweiten Bauetappe musste ein Wandpfeiler abgefangen werden, denn er hätte sonst den Zugang verschlossen. Dies geschah durch drei Säulen. Der romanische Taufstein wurde vor 1220 geschaffen, denn er ist größer als die Eingänge. Er zeigt in Halbreliefs Maria, Johannes mit Lamm und sechs Apostel. 2008 wurden die Messingleuchten und ein farbiges Fenster, dass Jochem Poensgen geschaffen hat, eingebaut.

## Innenraumgestaltung und Ausstattung

### Das Soester Scheibenkreuz

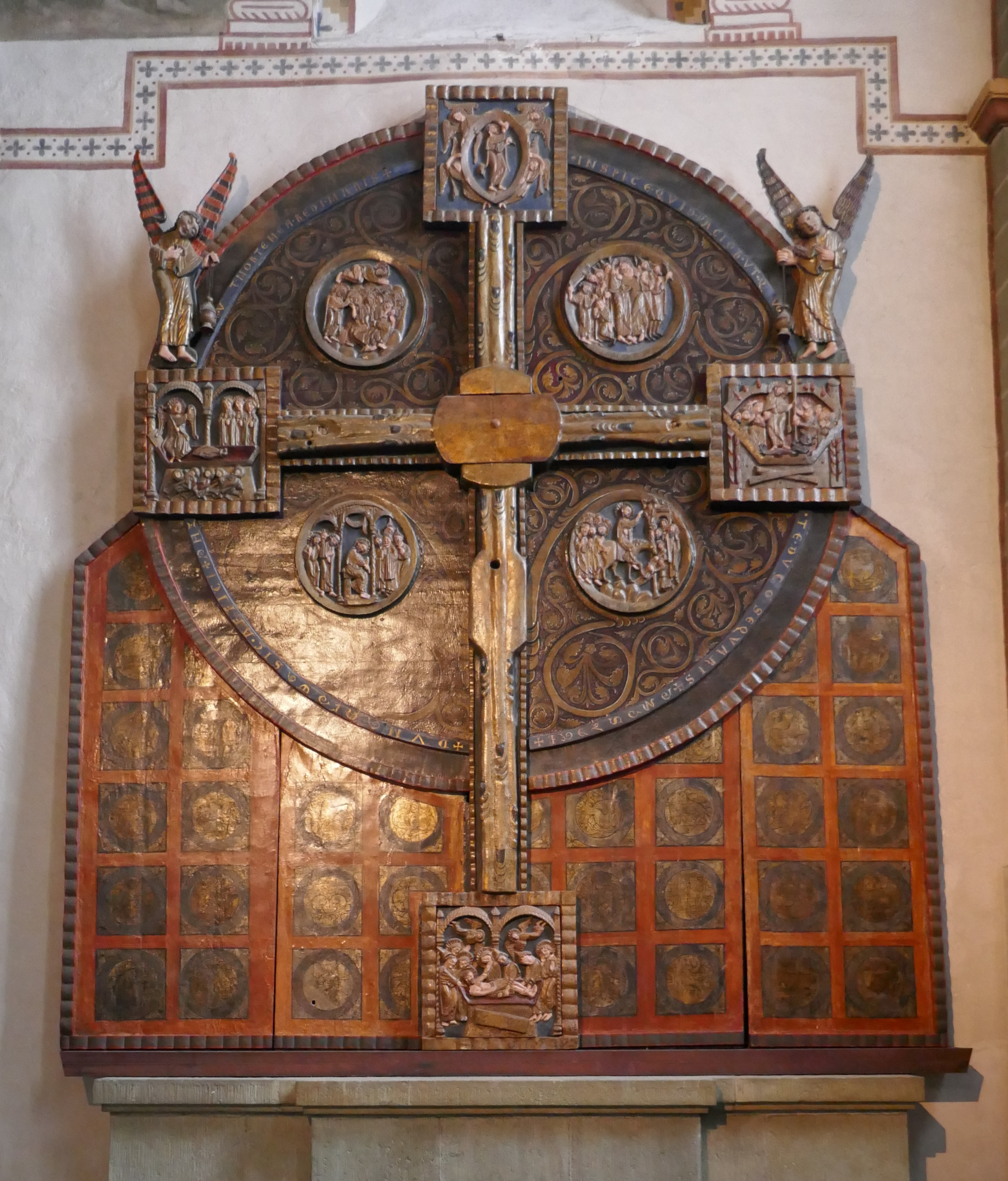
Das Soester Scheibenkreuz von 1200

Ein Scheibenkreuz ist eine Unterart eines Triumphkreuzes.
Das im Innenraum zu sehende Scheibenkreuz ist eine kunsthistorische Rarität. Es stammt aus der Zeit um 1200. Es ist einzigartig auf dem europäischen Festland und das älteste der Kunstgeschichte. Ähnliches findet man fast nur noch auf der Insel Gotland in Schweden. Dabei handelt es sich aber durchweg um jüngere Formen. Ursprünglich war hier noch der Korpus, also der Christuskörper, angenagelt, was man aus den vorhandenen Nagelspuren ersehen kann. Das Scheibenkreuz besteht aus Fichten- und Kiefernholz, hat eine Höhe von 3,89 m und einen Scheibendurchmesser von 2,72 m. Die Bretter und die Reliefs waren und sind teilweise noch mit Leinwand überzogen, auf die eine Gipsgrundierung mit Silberfolie aufgebracht wurde.
In dieser Weise waren im Mittelalter Standbilder aus Holz generell behandelt worden. Der heute häufig zu sehende Holzkern einer solchen Plastik war nur eine Art Rohfassung, dann kam die aufgeklebte Gipsschicht, die man wunderbar schleifen konnte und auf der die Farben viel besser hielten. Diese Farbschichten wurden in früheren Jahrhunderten erneuert oder mit anderen Farben überlackiert. Im 19. Jahrhundert kam man deshalb auf die Idee, hier eine Art Reinigung durchführen zu müssen, und „befreite“ viele Holzplastiken von den Farbschichten und bei dieser Gelegenheit auch gleichzeitig von der Gipsschicht, so dass der reine Holzkern übrig blieb, den man anschließend als das reine Kunstwerk hinstellte. Beim Soester Scheibenkreuz ist noch die originale Farbigkeit erhalten. Seit dem späten Mittelalter steht das Scheibenkreuz an der Ostwand der Hohnekirche im südlichen Seitenschiff.
Das Scheibenkreuz hat das Erlösungswerk Christi zum Thema: Leiden, Auferstehung und Himmelfahrt. Von einem Baum kam die Sünde der Welt, an einem Holz wurde sie wieder vertilgt, daher die Ausbildung des Kreuzholzes als Lebensbaum. Die Scheibe ist im Mittelalter ein Symbol für den Kosmos; die Kreisform kann überdies auch als Sinnbild für die Wahrheit stehen und damit für Gott. Sie wird mit dem Kreuz verbunden.
Das Kreuz steht vor der Scheibe, an den Ecken des Kreuzbalkens quadratische Reliefs, auf dem Kreisrund vier Medaillons. Der Stamm des Kreuzes ist als Lebensbaum ausgebildet. Die Medaillons der Scheibe zeigen die Begebenheiten, die unmittelbar vor der Passion geschahen: der Einzug in Jerusalem rechts unten, der lehrende Jesus im Tempel links unten, Jesus und seine Jünger im Garten Gethsemane links oben, Judaskuss und Verrat rechts oben.
Die quadratischen Reliefs stellen die Vollendung des Erlösungswerkes vor, am vertikalen Balken unten die Grablegung, die Himmelfahrt oben. Am Horizontalbalken die Höllenfahrt rechts, die drei Frauen am Grabe links. Die Reliefs lassen allerdings die Feinfühligkeit des Goldschmieds vermissen; sie sind in ihrer Form zum Teil recht derb gearbeitet.

### Hauptchor mit Altarbild und Apsismalerei

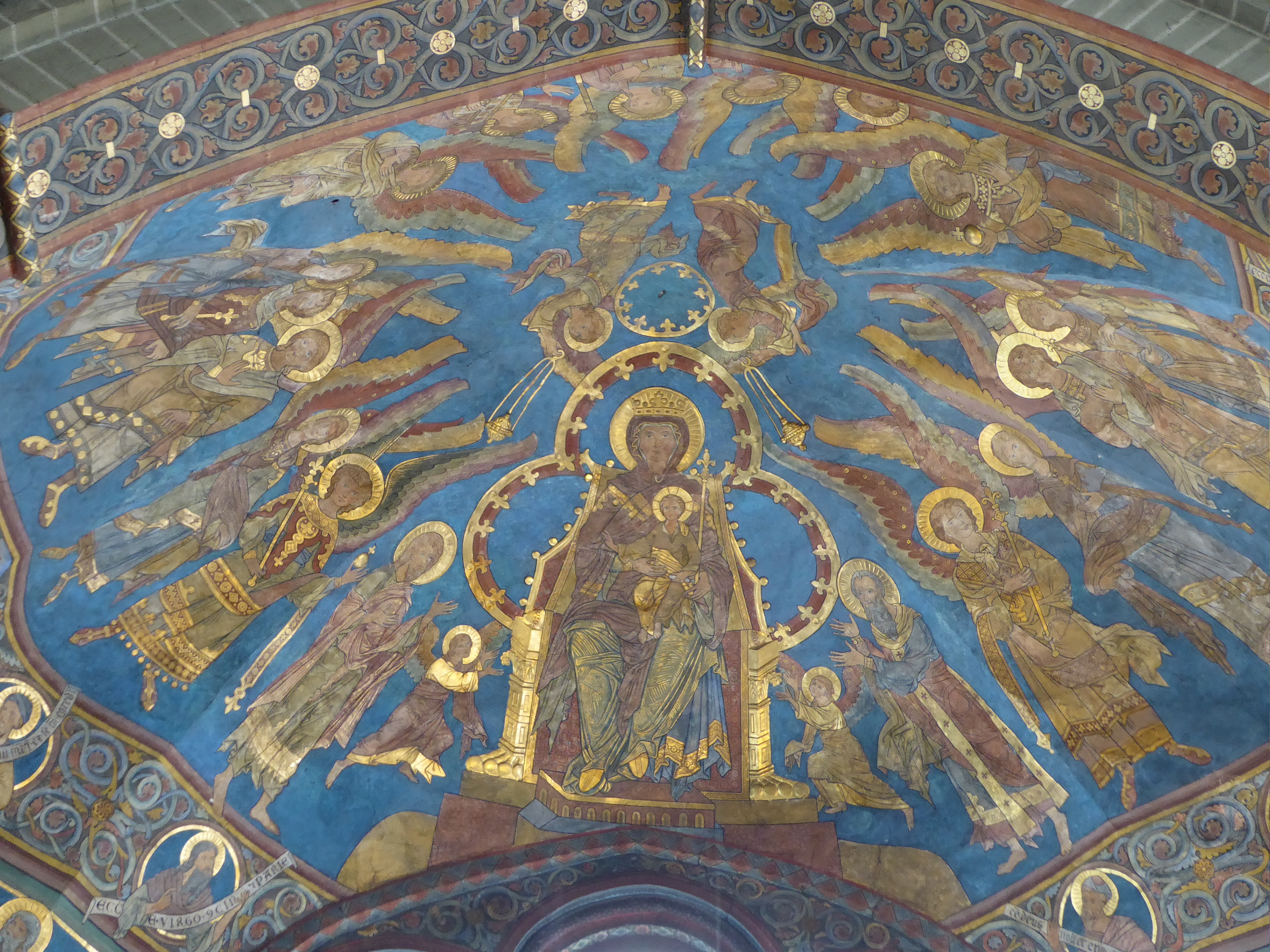
Apsismalerei

Das Gewölbe der rechteckigen Hauptapsis trägt noch die original erhaltene mittelalterliche Malerei von 1230 bis 1240 und gilt als kunstgeschichtlich sehr wertvoll. Voraussetzung für die hier zu findende Malerei ist die Kenntnis byzantinischer Vorbilder in Mosaiken, Wandmalereien und Webmustern, die entweder durch die Kreuzzüge oder, was vielfach angenommen wird, durch eine Malerschule byzantinischer Herkunft direkt nach Soest vermittelt wurde. (Darauf deutet auch der Marienchor in St. Patrokli hin.)
In der Apsis des nördlichen Seitenschiffes hat ein 1250 aufgemalter Vorhang einen ursprünglich an dieser Stelle real aufgehängten ersetzt. Diese Malereien waren jahrhundertelang unter einem Anstrich verborgen, bevor sie 1869 wieder freigelegt und restauriert wurden.
Das Altarbild des Meisters von Liesborn zählt zu den Hauptwerken spätgotischer Malerei in Westfalen und stammt aus der Zeit um 1480. Die Flügel sind nicht mehr vorhanden. Die verbliebene Mitteltafel zeigt detailreich Szenen und Legenden um das Karfreitags- und das Karsamstagsgeschehen.

## Orgel

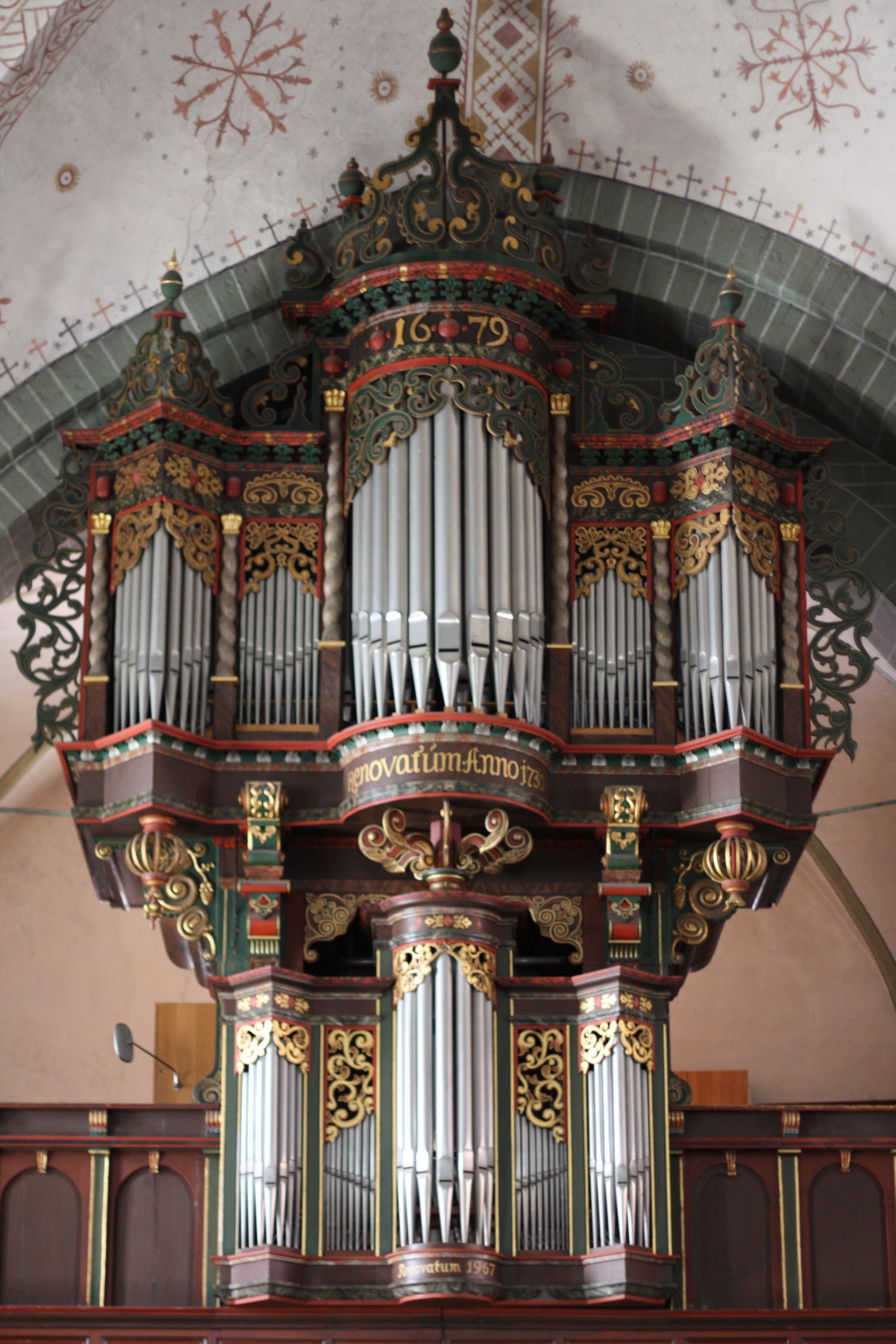
Orgelprospekt

Die Orgel befindet sich in einem historischen, barocken Prospekt. Das Hauptgehäuse stammt aus dem Jahre 1679. Der Erbauer ist unbekannt. Das Orgelwerk wurde 1969 von dem Orgelbauer Paul Ott gebaut. Das Schleifladen-Instrument hat 23 Register auf zwei Manualen und Pedal. Die Trakturen sind mechanisch.
| I Hauptwerk C–f3 |               |       |
| 1.               | Prinzipal     | 08′   |
| 2.               | Spillflöte    | 08′   |
| 3.               | Oktave        | 04′   |
| 4.               | Nasat         | 2 ⁄3′ |
| 5.               | Oktave        | 02′   |
| 6.               | Mixtur IV-V 0 |       |
| 7.               | Dulzian       | 16′   |
| 8.               | Trompete      | 08′   |
|                  | Tremulant     |       |

| II Positiv C–f3 |                  |     |
| 09.             | Holzgedackt      | 08′ |
| 10.             | Prinzipal        | 04′ |
| 11.             | Rohrflöte        | 04’ |
| 12.             | Waldflöte        | 02′ |
| 13.             | Sesquialter II 0 |     |
| 14.             | Oktave           | 01′ |
| 15.             | Zimbel III       |     |
| 16.             | Regal            | 08′ |
|                 | Tremulant        |     |

| Pedal C–f1 |                  |     |
| 17.        | Subbaß           | 16′ |
| 18.        | Oktave           | 08′ |
| 19.        | Pommer           | 08′ |
| 20.        | Oktave           | 04′ |
| 21.        | Bauernpfiefe     | 02′ |
| 22.        | Stille Posaune 0 | 16′ |
| 23.        | Trompete         | 04′ |

- Koppeln: II/I, I/P, II/P

## Weitere Ausstattung
- Das Sakramentshäuschen ist eine Arbeit aus der Zeit um 1450. Es wurde in Baumberger Sandstein gehalten und reich mit gotischen Schmuckelementen versehen.[12]

## Glocken
In dem gedrungenen Turm hängt ein kleines Geläut von zwei Bronzeglocken, gegossen von der Glockengießerei Rincker in Sinn:
- I. Ton a'-8, gegossen 1928; Inschrift: Hoffnung lässt nicht zu schanden werden.
- II. Ton h'-5, gegossen 1960; Inschrift: Kommt und lasst uns Christum ehren!